# La Mal aimée

La Mal aimée (titre original : La malquerida) est un film mexicain réalisé par Emilio Fernández et sorti en 1949.
En juillet 1994, le film est inclus dans la liste établie par la revue Somos des 100 meilleurs films mexicains de tous les temps.

## Synopsis
Le ranch de El Soto est habitée par Raymunda et sa fille Acacia. Veuve, elle épouse Estéban. Ce que Raymunda ignore, c'est la passion naissante entre son nouveau mari et sa fille. Mais une sorte de malédiction pèse autour de la jeune fille et les hommes qui l'aiment meurent. C'est pourquoi les gens l'appellent la Malquerida, la mal aimée.

## Fiche technique
- Titre  du film : La Mal aimée
- Titre original : La malquerida
- Réalisation : Emilio Fernández
- Scénario : Emilio Fernandez d'après le roman de Jacinto Benavente
- Photographie : Gabriel Figueroa
- Format : Noir et blanc, 35 mm
- Musique : Antonio Díaz Conde
- Son : José B. Carles et Galdino Samperio
- Montage : Gloria Schoemann
- Production : Francisco Cabrera
- Pays d'origine :  Mexique
- Langue originale : Espagnol
- Durée : 86 minutes
- Dates de sortie : 
  -  Mexique : 16 septembre 1949
  -  France : 23 février 1951
- Affiche : René Péron (France)

## Distribution
- Dolores del Rio : Raimunda
- Pedro Armendariz : Estéban
- Columba Domínguez : Acacia
- Roberto Cañedo : Faustino
- Gilberto Gonzalez : El Rubio

## À noter
- Ce film se classe 92e dans le classement des 100 meilleurs films mexicains.